# Galeria Akumulatory 2
Galeria Akumulatory 2 w Poznaniu – polska galeria sztuki prezentująca międzynarodowe tendencje w sztuce awangardowej i konceptualnej, działająca w latach 1972–1990. 
Założycielem i kuratorem był Jarosław Kozłowski, polski artysta konceptualny. W latach 1981–1990 współprowadziła ją Hanna Łuczak, polska artystka intermedialna i wykładowca rysunku na Uniwersytecie Artystycznym w Poznaniu.
Galeria przedstawiała ekspozycje czołowych artystów awangardowych z całego świata. W 1977 odbył się tu Fluxus Festival.
W galerii wystawiali między innymi:
- Eric Andersen
- Andrzej Bereziański
- John Blake
- Rene Block
- Victor Burgin
- Carlfriedrich Claus
- Michael Craig-Martin
- COUM Transmissions
- Ebon Fisher
- Adam Garnek
- Geoffrey Hendricks
- John Hilliard
- Akira Komoto
- Hans-Werner Kalkmann
- Robin Klassnik
- Richard Long
- Yoko Ono
- Bogdan Perzynski
- Endre Tot
- Jacek Tylicki
- Emmett Williams
- Krzysztof Wodiczko
- Tadeusz Kalinowski